# HERE WeGo
HERE WeGo is een turn-by-turn-gps-navigatieapplicatie ontwikkeld door Here Technologies en geschikt voor smartphones die werken op Android, iOS en Windows Phone. Ook werkt de applicatie op Android Auto en CarPlay. Voor het gebruik van de navigatieapplicatie is geen internet vereist. Er kan met offline kaarten gereden worden. Wel ontbreekt in deze offline functie de verkeersinformatie. De wegenkaart in HERE WeGo wordt ook toegepast in navigatiesystemen van Garmin en inbouwnavigatiesystemen van diverse automerken zoals Audi en BMW. HERE WeGo biedt ook de mogelijkheden om te reizen per openbaar vervoer, fiets of te voet.
HERE WeGo is van origine een product van Nokia in 2006 onder de naam Nokia/Ovi Maps. In november 2012 kreeg de applicatie de naam Here Maps. Op 26 juli 2016 kreeg de applicatie de huidige naam HERE WeGo.

## Wegenkaart en verkeersinfo
De wegenkaarten van HERE WeGo worden bewerkt door cartografen van het commerciële bedrijf. Maar ook particulieren kunnen de wegenkaart bewerken. Leden van deze community kunnen onder meer: wegen aanleggen/verwijderen, snelheidslimieten aanpassen of voertuigcategorieën wijzigen per wegvak. Onder leden van deze community worden soms wedstrijden uitgeschreven door Here Technologies, waarbij de gebruiker met de meeste bewerkingen een cadeau kan winnen. Het programma waarin leden van de community de kaart kunnen bewerken heet HERE MapCreator. Ook meldingen van gebruikers over kaartfouten in de applicatie Here WeGo komen bij de community terecht via MapCreator. HERE WeGo heeft door deze manier van werken overeenkomsten met openstreetmap en de applicatie Waze. Ook hun kaarten worden door een community bewerkt en bijgehouden.
De verkeersinformatie van HERE WeGo is afkomstig van hun eigen floating car data. Deze data wordt samengevoegd met de gebruikers van een navigatiesysteem van Garmin die verbonden is met het internet en van inbouwnavigatiesystemen van diverse automerken. Dit principe wordt floating car data genoemd. Ook worden de reistijden anoniem opgeslagen en verkocht aan overheden. Zo wordt de data van HERE WeGo gebruikt door de verkeerssoftware VIA. Software dat door wegbeheerders in Nederland gebruikt wordt voor veiligheidsanalyses. 
Tijdens het navigeren geeft de applicatie aan waar flitspalen staan (afkomstig van het Britse bedrijf Cyclops) en wordt er aangegeven welke rijstrook bereden dient te worden bij kruispunten, afslagen of verkeersknooppunten. Ook kunnen gebruikers favoriete bestemmingen opslaan onder een door hun gekozen naam.